# 1946年加利福尼亚州第十二国会选区选举
1946年11月5日是美国为第80届联邦国会选派联邦众议员的选举日，加利福尼亚州第十二国会选区依法进行了一场选举。本次选举一共有三位候选人，分别是在任民主党联邦众议员杰里·沃里斯、共和党挑战者理查德·尼克松，以及前联邦众议员，禁酒党候选人约翰·霍培尔。最终尼克松获得了56%的选票成功胜出，开始了他长达半个世纪的从政生涯，于1969年起担任美国总统。
沃里斯于1936年首度当选，并在这个当时还是乡村的洛杉矶县选区中连续四次以较大优势击败乏善可陈的共和党对手。到了1946年选举前，共和党希望找到一个既能团结党派，又能真正与沃里斯在这个共和党选民占优势地位的选区一较高下的候选人。他们起初想找乔治·巴顿上将参选，但没有成功，1945年11月，他们选择了时任美国海军中校的尼克松，后者在第二次世界大战前曾生活在这个选区。
尼克松1946年花了大部分时间在选区内努力做宣传，而沃里斯由于需要处理国会事务，直到八月底才从哥伦比亚特区回来，所获得的报纸报道也很少。在6月举行的党内初选中，沃里斯获得的选票较多，但从得票率来看已经低于1944年初选。从9到10月，两位候选人进行了五场辩论，尼克松成功地把对手描述为一个没有起到应有作用的国会议员，而且其支持者还与共产党有联系。沃里斯及其竞选团体则转为被动，并且未能成功反驳对方的指控。最终尼克松成功地在11月的普选中击败沃里斯当选。
对于尼克松的这场胜利，不同的研究给出了不同的解释，有国家的政治走势，也有尼克松一方指责对手亲共的竞选战略。一些历史学家认为尼克松从反对沃里斯的有钱人那里获得了巨额资金，还有一些认为这样的指控纯属无稽之谈。这个问题仍然是历史辩论的主题之一。

## 背景

### 选区和竞选

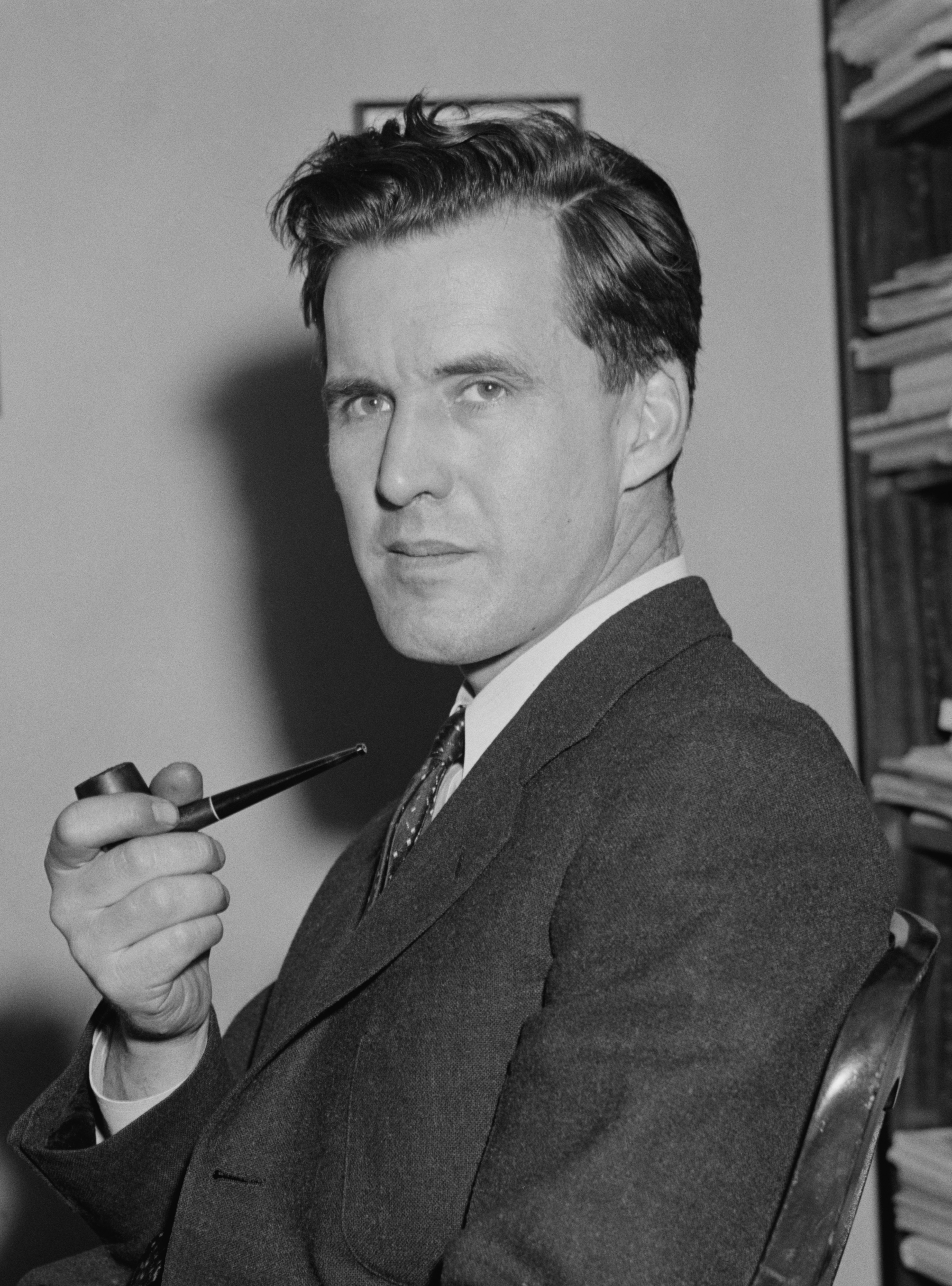
杰里·沃里斯

根据1930年美国人口普查的结果对选区重新加以划分后，加利福尼亚州的第十二国会选区成为一个民主党占优的区域。这个选区从帕萨迪纳以南一直延伸到橙县和圣贝纳迪诺县边界，其中包括了惠提尔、波莫纳和柯汶纳等多个小镇。如今这一区域已经完全发展成大洛杉矶地区的重要组成部分，但在当时还是以乡村为主。当时第十二国会选区内大部分地区还没有连通高速公路，只有西北角上存在帕萨迪纳高速公路的一点小路段。
1932年，约翰·霍培尔当选为第十二选区众议员，但在任期间他因试图出售一个西点军校提名而被法院定罪，这样到了1936年，他已经成了一个没有取胜希望的候选人。沃里斯在民主党初选中就击败了霍培尔，并在之后的普选中轻松取胜，上任后他获得了良好的评价，非常忠实地支持罗斯福新政，新闻界给他起了个绰号叫“阿特拉斯小子”（Kid Atlas），似乎要把整个世界的重量都挑到自己的肩膀上。
1940年美国人口普查后，由共和党主控的加州州议会试图以杰利蝾螈的手段令沃里斯落选，他们在根据人口普查结果重新划分选区时，将民主党占绝对优势的洛杉矶东部划分到另一个选区中。重新划分后的第十二选区几乎没有工业和工会影响力，沃里斯所在选区内剩下的是像圣玛利诺这样的共和党强镇，他甚至没有去该镇做宣传，因为他相信无论是否前往，自己在那里获得的选票都是一样的。虽然共和党在州议会中经过了这么一番折腾，但沃里斯还是在1942年以57%的得票率获得连任，1944年又再次以类似的得票率获胜。1946年以前他一直没有遇到过能构成较大威胁的对手。1936年时他借罗斯福的压倒性优势当选，而1938年时他的对手实在太过害羞，以致于沃里斯在两人共同亮相时只能亲自向众人介绍对方。1940年，他面对的对手是一位鲜为人知的军校校长欧文·明格（Irwin Minger）上尉，而1942年的对手则是位电台传教士，前禁酒党州长候选人罗伯特·P·舒勒，“甚至连共和党人都觉得不好意思”。1944年，第十二国会选区的共和党人四分五裂，沃里斯轻松获胜。

### 共和党寻找候选人

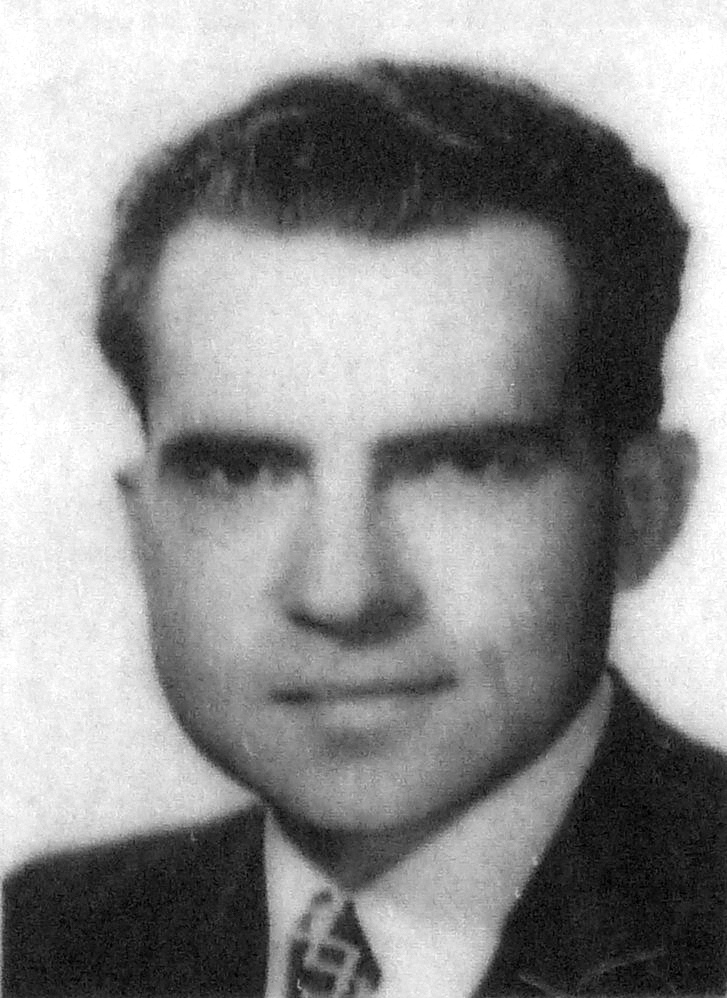
理查德·尼克松

沃里斯在众议院服务的第五个任期里，加利福尼亚州第十二国会选区的共和党人希望能找到一个可以击败他的候选人。他们组建了一个“百人会”来商讨人选，希望选出一个在1946年6月初选中获得广泛支持的候选人，避免因内部纠纷而让沃里斯渔翁得利。这一举动引起了选区内一些报社编辑的关注，阿罕布拉《论坛和新闻报》担心选出的候选人会带走那些支持小型团体选民的选票，其社论认为组建这个百人会是“朝错误方向走出的一步”，并且会企图“把坦慕尼协会的战术强行塞进我们的喉咙里去”。
百人会起初试图拉拢州教育专员，曾担任惠提尔学院院长的沃尔特·德克斯特（Walter Dexter）。德克斯特不大愿意放弃自己在州政府中的职位来参选，而且要求百人会保证自己要是选举失败了，仍然可以得到另一份工作。之后的几个月内他都在对此事加以考虑，但一直没有下定决心，这让当地的共和党人深感泄气。就在德克斯特犹豫不决时，共和党人试图找来乔治·巴顿上将参选，只是他们都还不能肯定将军是否是共和党人。不过就在《洛杉矶时报》对巴顿是否会参选作出推测后次日，身在德国的巴顿宣布自己想要“完全撇清与政治的关系”。百人会还联系了斯坦利·巴恩斯，他是位名声渐长的共和党律师，之前还是加州大学柏克莱分校的球星。但巴恩斯也拒绝了，因为他认为打败沃里斯的可能性实在不大。由于在候选人人选上进展缓慢，百人会于是举行了面试。一共有八人申请，其中最有名的则是前联邦众议员约翰·霍培尔，他的竞选方针就是承诺“把犹太佬和黑鬼”挡在选区外。1945年10月6日，蒙诺维亚《新闻邮报》报道称德克斯特似乎会成为候选人，“当然，政治上啥事儿都可能发生，实际上也经常如此”。《新闻邮报》还称百人会有协商过的另一位候选人是“来自惠提尔的美国海军中校理查德·尼克松”。杰里·沃里斯在10月15日给自己父亲兼政治顾问查尔斯·沃里斯（Charles Voorhis）的信中写道：“我知道（乔治·巴顿）上将已经决定不会参加第十二选区的选举。在我看来，德克斯特博士将是一位有力的对手。但至少这仍然会是一场公平公正公开的竞选，我觉得这对我来说比赢还要重要。”尼克松一家的朋友，美国银行驻惠提尔分行经理赫尔曼·佩里（Herman Perry）给当时还是海军中校的尼克松写信，邀请他前来申请成为国会议员候选人，尼克松在回信中给出了积极的答复。于是当德克斯特最终决定不参选时，佩里就向百人会推荐了这位曾在自己手下学习过的学生。德克斯特在几天后因心脏病发而去世，而巴顿则在欧洲因一场车祸与世长辞。
尼克松当时驻扎在马里兰州的巴尔的摩，使用自己的法律知识处理结束战争合同的谈判。1945年11月1日，他飞到加利福尼亚州与有影响力的共和党人会面，并在百人会的一次会议上演讲。这次会议有在整个选区内进行通告，任何一位潜在候选人都可以参加，通告上还表明尼克松也会飞来作演讲。1945年11月2日的这次会议有多位潜在竞争者参加，其中包括一些地方法官和州议员。据一位百人会成员称，最后一位进行演说的尼克松表现非常好，“激动人心”。于是在11月28日百人会投票表决时，尼克松获得了超过三分之二的选票支持，这在当时已经属于一致同意。百人会主席罗伊·戴（Roy Day）立即宣布尼克松成为委员会认可的人选。
尼克松已经安排对沃里斯的纪录进行研究，并与哥伦比亚的共和党领袖会面，其中包括众议院少数党领袖，之后将成为众议院议长的小约瑟夫·威廉·马丁。尼克松在给罗伊·戴的信中这样提及沃里斯：“他那‘保守’的声誉必须受到抨击，但我努力的主要方向将是给出一系列积极、正面的演讲，告诉大家我们希望做什么，而不是民主党没能做好什么……我非常希望能够做好这件事，我也相信我们能够获胜。”但一些共和党人认为尼克松毫无获胜之机。尼克松这时除了在自己的家乡惠提尔外几乎没有知名度，他面对的是一位很受欢迎和尊重的在任对手。查尔斯·多沃里在给儿子的信中写道，共和党人选择支持一位名叫理查德·尼克松的贵格会信徒，但还是希望儿子能够赢得贵格会的大部分选票。他对儿子再度获胜充满希望，他写道：“这不过是我们需要经历的又一场选举罢了……完全没必要担心任何事情。”

## 初选

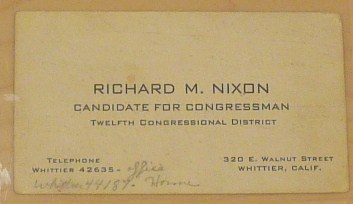
尼克松竞选联邦众议员候选人的名片

1946年开始，尼克松从海军退役，在几天时间里，他就与自己已经有近八个月身孕的妻子帕特·尼克松回到了惠提尔。他们起初搬去与理查德的父母，弗朗西斯·A·尼克松和汉娜·尼克松同住。尼克松回到自己之前曾工作过的律师事务所，但大部分时间都是在竞选。已经解散的百人会前主席罗伊·戴自我任命成为尼克松的竞选经理，尼克松对此感到有些失望，但也没能找到合适的替代人选。
沃里斯由于国会事务缠身而从1945年8月开始就一直留在首都，直到1946年8月才回到选区内，这时6月的初选都已经过去了两个月。根据他的说法，自己一直忙于处理：
社会保障法的修正条款，劳动案例法案，英国贷款，军人假期工资和其他几个拨款法案。还有我们国家历史上所面对过最重要的问题——如何处理原子能。我相信选区内的人民会宁愿我继续工作，而不是跑回来竞选。

1946年2月，尼克松充满希望地开始了繁重的演说日程，在总面积1000平方公里的选区内对各种民间团体发表演讲。2月下旬，他的女儿特里西娅出世，这对他的宣传很有利，新爸爸带着自己还是婴儿的女儿接受了大量的采访和拍照。众议员沃里斯的办公室向给尼克松一家寄去了一份名为《婴儿护理》（Infant Care）的政府刊物，他每个月都会收到150份这种小册子来分发给自己的选民。尼克松于四月初给对方回了感谢信，沃里斯则在回信中提议两人于8月国会议程结束后进行两场辩论。

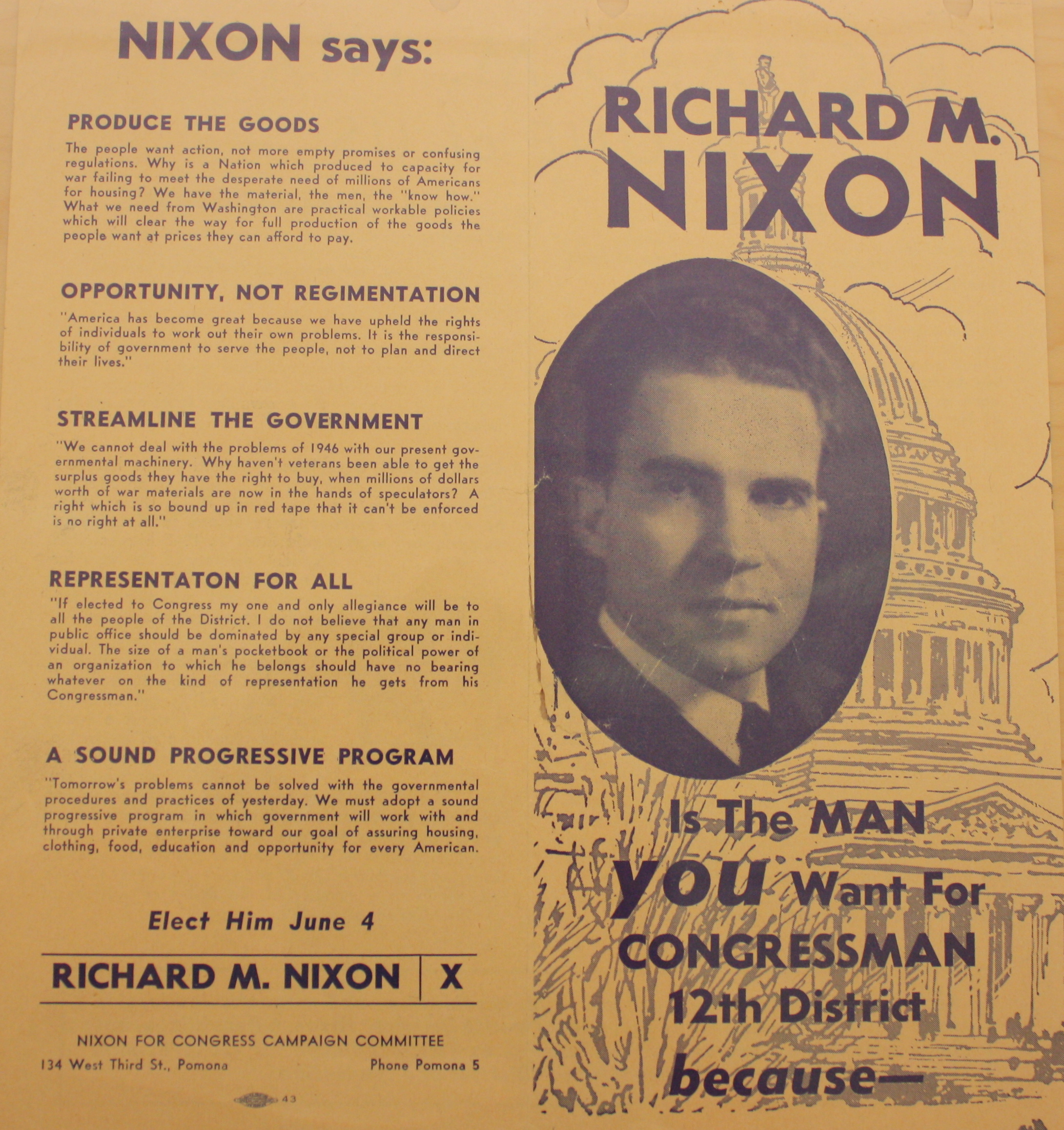
尼克松的初选竞选传单。

3月中旬，对沃里斯充满怨恨的霍培尔找到尼克松，提议以自己参加民主党初选来换取数百美元的报酬，而且要求尼克松一旦成功当选就会给他一份公务员的工作。尼克松与竞选助手商议后拒绝了这一要求，霍培尔随后申请成为禁酒党候选人。沃里斯通过一个与霍培尔关系很近的线人得知了此事，他认为罗伊·戴肯定给了霍培尔钱，担心后者会在选举中成为尼克松的帮手来攻击自己，这样共和党就可以避免加入任何的“口水战”。于是沃里斯给自己的竞选经理，鲍德温公园地产商杰克·隆（Jack Long）写信，表示可以通过作为一位由选民在选票上直接写上自己名字的候选人来参加禁酒党初选。众议员希望通过这样的方式在初选中就淘汰霍培尔，这样他就不可能再在普选中对自己构成威胁。
3月18日，距截止日期还剩两天时，尼克松根据加利福尼亚州的跨党竞选规则同时申请成为共和党和民主党的初选候选人，沃里斯也有申请成为两个主要党派的初选候选人。根据跨党竞选的规则，如果某位候选人赢得了两个主要党派的初选，那么他就可以立即当选，普选中的对手也只剩下小党派的候选人。戴为尼克松付了200美元（1946年美元，相当于3.13千2025年美元）的申请费，之后他表示自己这笔费用的报销很不容易。
到了3月下旬，尼克松对民间团体的演讲已经了无新意。戴于是花了580美元聘请默里·乔蒂纳担任初选的政治顾问，后者警告他们必须想出一些新的办法，否则情况就会很不利。从这以后多年里，乔蒂纳成为尼克松的竞选经理、顾问和朋友，两人的合作一直持续到乔蒂纳于1974年尼克松辞职前几个月去世。
乔蒂纳安排当地报纸刊登一些声称沃里斯受某个名为的组织支持的文章，希望选民会以为这个指的是产业工会联合会下的附属组织政治行动委员会。产业工会联合会是一个劳工联盟组织，之后与美国劳工联合会合并组建了美国劳工联合会-产业工会联合会。该组织成立于1943年，政治立场偏左，一些人还把政治行动委员视为一个共产主义外围组织。此外还有一个同样是产业工会联合会附属组织的全国公民政治行动委员会，简称，但只是对那些没有参与工会运动的人开放，1946年时这个组织的成员包括男演员茂文·道格拉斯和罗纳德·里根。这两个附属组织都由之后将成为劳工领袖的西德尼·希尔曼领头，两个组织还在纽约市共用办公室。虽然产业工会联合会的领导人谴责共产主义，但有一些政治行动委员会的地方分支却是以共产党员为主。政治行动委员会曾在1944年对沃里斯表示支持，但到了1946年却拒绝再次支持他。而全国公民政治行动委员会的南加州分支于1946年4月1日表示对沃里斯的支持。乔蒂纳的战术就是让公众把这两个组织混为一谈。
靠着这个的争议，共和党的选举涣发出新的活力，尼克松又开始了巡回演讲。5月1日，尼克松在一个国际狮子会的会议上演讲，之后沃里斯的一位支持者怀着担忧给众议员写信：“他带着一群人像风暴般袭来。他很危险，你必须得竭尽全力才能够打败他。”
初选于1946年6月4日举行，沃里斯和尼克松均赢得了自己所在党派的初选，而且沃里斯还在共和党的投票中获得了相当多的支持。最终沃里斯在所有初选中的总计得票数比尼克松要多7000票，但是他的总得票率则由1944年的60%下降到了1946年的53.5%。霍培尔也成功在禁酒党初选中胜出，得以参加11月的普选。

## 普选

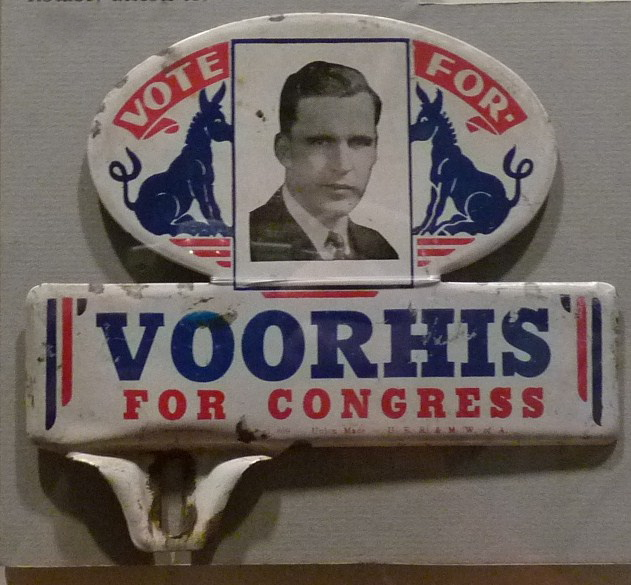
给沃里斯做宣传的牌照附接

普选结束后，尼克松到不列颠哥伦比亚度了两个星期的假后才回到第十二国会选区。他首先请来南帕萨迪纳工程师哈里森·麦考尔（Harrison McCall）取代罗伊·戴担任自己普选的竞选经理。由于乔蒂纳逐渐因担任共和党联邦参议员威廉·F·诺兰竞选连任的竞选经理而抽身乏术，尼克松的竞选团队于是请来了威廉·阿诺德（Williams Arnold）担任公关。而沃里斯则仍然留在首都处理国会事务，没有进行什么宣传，他与自己的父亲和竞选经理杰克·隆通过书信联系。沃里斯原本打算在8月中旬回到加利福尼亚州，但半路上却又因痔疮而不得不在犹他州奥格登接受手术，然后在奥格登的一家酒店里休养了两个星期，直到8月底才回到选区。他之后写到：“我不敢说自己的确已经‘准确好要加入战斗’，但这场‘战斗’倒绝对是准备好要找上我了。”

### 南帕萨迪纳辩论
起初沃里斯在四月的回信中提议辩论时，尼克松并没有回复。到了5月，众议员就尼克松竞选团队有关的指控给隆写了封信，表示要把挑战尼克松进行辩论作为一项当务之急。隆则在6月回信称，虽然尼克松曾是惠提尔学院的冠军辩书，但“以您的年龄和资历，公众可能会觉得您挑战一个像尼克松这样的孩子是一件不大好看的事”，他建议众议员耐心等待对手挑战自己。到了8月份，双方达到一致，于9月20日在一个退伍军人团体面前举行一场辩论。不过，由沃里斯将来传记作者保罗·布洛克（Paul Bullock）领头的“南帕萨迪纳独立选民”（Independent Voters of South Pasadena，简称）宣布，9月13日将在南帕萨迪纳初中召开镇民大会讨论竞选议题。该组织真正的目的是让一位处境陷于不利的共和党州议员与他的民主党对手进行辩论，但这位州议员拒绝了邀请，而联邦参议员候选人、第十二国会选区的共和党和民主党联邦众议员候选人都获得了邀请。由于辩论的赞助方是自由派人士，尼克松的一些助手建议他不要参加，但他没有接受这个建议。沃里斯也接受了邀请，之后有人建议他不用亲自前往，派个发言人就好时他回答：“大概是吧，但我实在没法让自己说不。”两位州联邦参议员候选人都回绝了邀请，其中诺兰派来乔蒂纳作为自己的代表，而民主党候选人小威尔·罗杰斯则请相邻的第十九国会选区众议员切斯特·E·霍利菲尔德代劳。

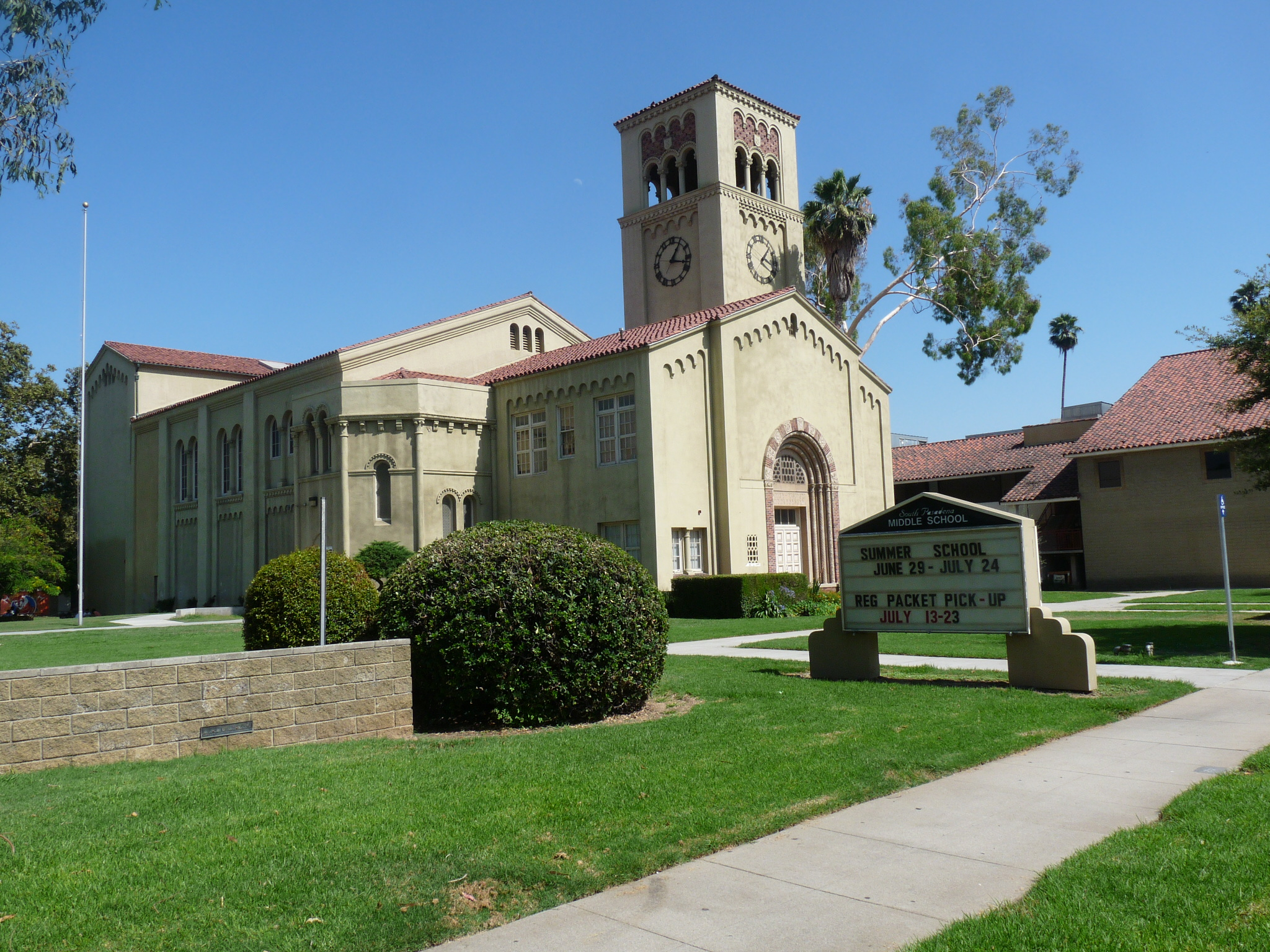
南帕萨迪纳中学（前南帕萨迪纳初中）

镇民大会吸引了上千人前来，尼克松的支持者则在门口散发反沃里斯的文献。参议员所派的代表们首先为他们的候选人发言，然后是沃里斯。尼克松之前曾通知主办方自己会因另有要事而需要迟一些才能到达，他于沃里斯讲话时进场，并且一直在后台等到对方说完后才走出来。他走到前台与沃里斯握手，然后发表了15分钟的演讲。接下来是现场问答时间，尼克松的支持者问起沃里斯曾有一次登记为社会主义者的问题，以及他对货币政策的看法。众议员回答后，一位沃里斯的支持者于是向尼克松发问，为什么他会作出有关产业工会联合会下的政治行动委员会支持沃里斯这样的“虚假指控”。尼克松于是从口袋里拿出一张全国公民政治行动委员会南加州分部的地方公报，其上就有该组织表示支持沃里斯的内容。众议员对这一支持毫不知情，他的助手虽然知道，但却“彻底忘了”要知会他。尼克松走到沃里斯这边，请他自己把公报上的内容念出来。沃里斯从座位上站起来接过公报，据担任辩论计时员的布洛克所说，众议员当时“喃喃自语”说这看起来和产业工会联合会下的政治行动委员会是不同的组织。尼克松于是拿回文件，并开始把两个团体董事会成员的名字当场念出来。“几乎都是一样的，他们的董事会成员都是同一帮人。”人群开始向尼克松欢呼，他之后写道：“我可以从观众的反应中看出来，我已经表明了我的观点”，而沃里斯则遭到了嘲笑，他之后写道：“他们对我的发言加以嘲笑并发出嘘声，这让我深感不安。”
混乱之中，禁酒党候选人霍培尔走下过道，并且看上去似乎喝醉了，要求对自己不能参加辩论给出解释。他获许向沃里斯提出一个问题，然后大会就结束了。据布洛克所说：“尼克松这场胜利的幅度并没有立即影响到我们。”而当沃里斯问起联邦众议员霍利菲尔德对事情发展的看法时后者回答道：“杰里，他砍得你七零八落的。”

### 其他辩论

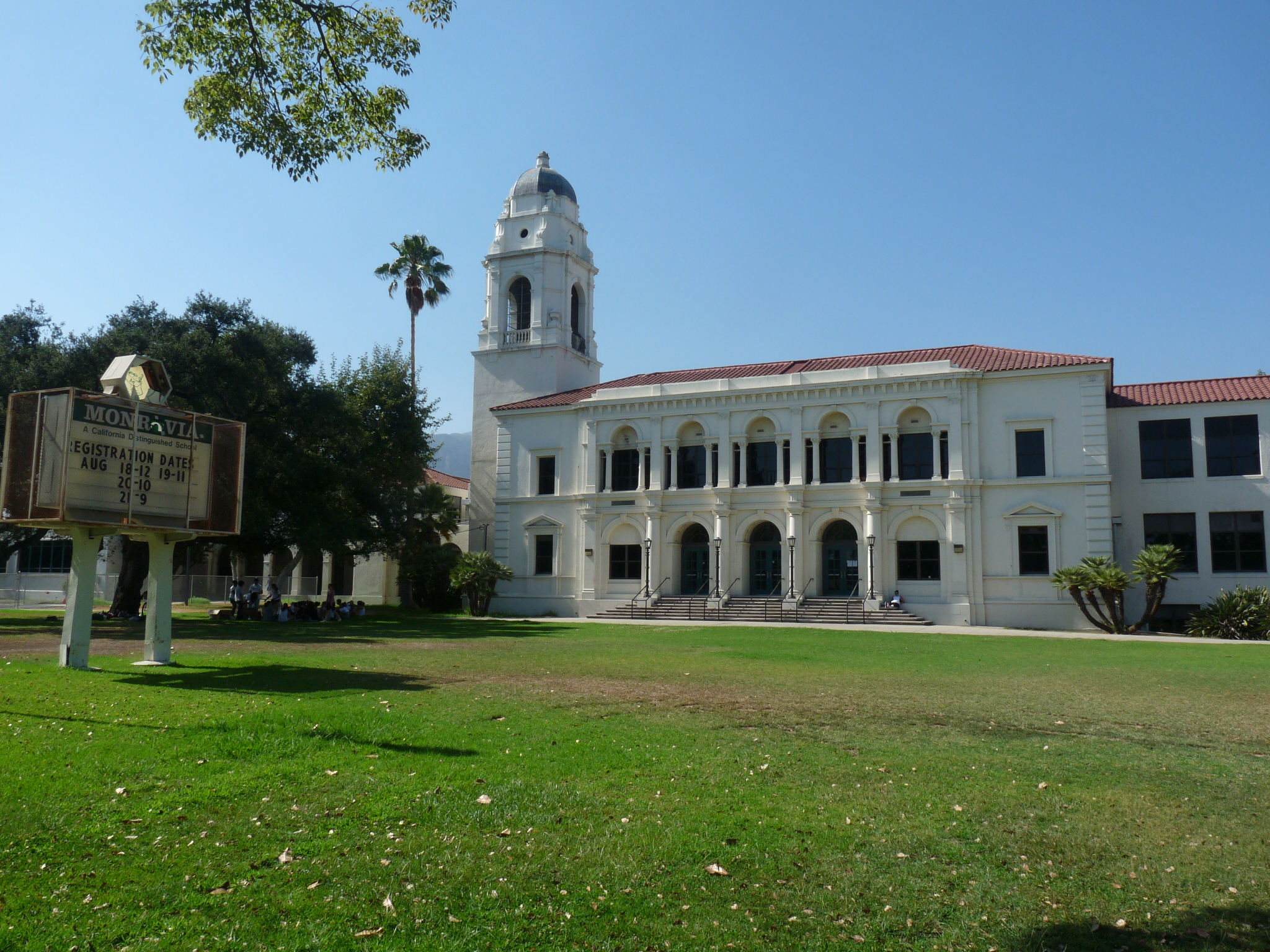
尼克松和沃里斯在蒙罗维亚高中进行了第四场辩论。

9月19日，沃里斯给全国公民政治行动委员会驻洛杉矶和纽约的办公室打了电话，要求无论对方给予了自己什么样的支持都请其撤回。但这个时候，选区内的各家报纸都已经印出了尼克松的指控，还附有尼克松斥责沃里斯指控自己在有关政治行动委员会支持的问题上撒谎的广告。据尼克松的传记作者罗杰·莫里斯所说，拒绝全国公民政治行动委员会支持之举对沃里斯毫无助益，因为这样的做法看上去就像是一个做贼心虚的人急于摆脱自己的邪恶靠山，但他从来都没有过这样的后盾。到了最后，正如乔蒂纳所算计的那样，（沃里斯）已经和政治行动委员会无可救药地纠缠在了一起。尼克松的竞选团队还分发了25000枚顶针，上面标有“选尼克松进国会/把针朝政治行动委员会插进去”的字样。
两人的第二场辩论于9月20日在惠提尔的爱图大厅举行。这场辩论由惠提尔退伍军人协会提供赞助，所以出席者也就只限于退伍军人。两位候选人针对战后住房短缺问题的最佳处理途径进行了辩论。沃里斯认为应该对商业建筑的建设加以限制从而腾出建设房屋所需要的材料，而尼克松则呼吁取消任何的建筑限制。当尼克松又一次作出有关政治行动委员会的指控时，沃里斯指出自己已经向全国公民政治行动委员会要求他们撤回支持，表示自己不应该受到该组织行为的牵连。据莫里斯认为，这场辩论双方打成平手，并且从一定程度上可以认为是沃里斯获胜。乔蒂纳让尼克松相信，如果要赢得这场选举，他必须始终积极地进行宣传，哈里森·麦考尔向沃里斯的竞选团队发出挑战，要求再进行多达八场辩论，不过之后实际举行的只有三场。

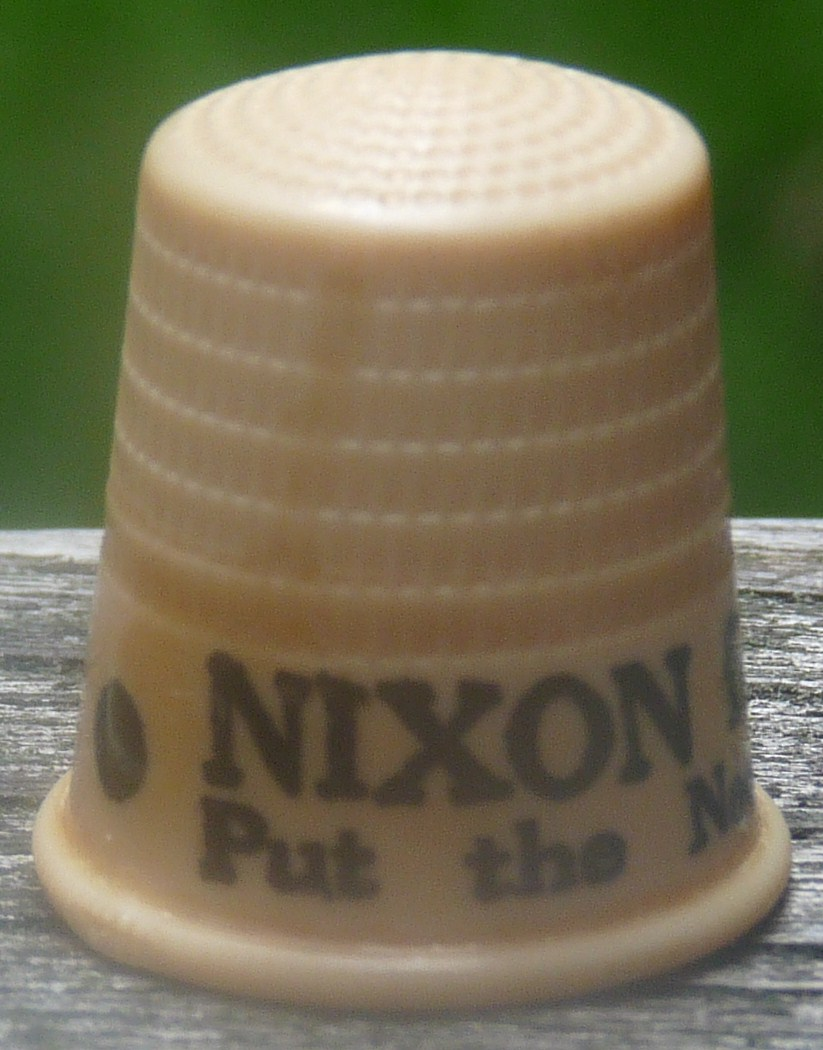
1946年尼克松竞选的宣传顶针

这些辩论引起了区内公众的兴趣，吸引了大批市民。两位候选人被比作亚伯拉罕·林肯和斯蒂芬·A·道格拉斯——两人曾在1858年伊利诺伊州的联邦参议员选举中进行过一系列的知名辩论——任何一方入场时还会有乐队演奏进行曲。他们的第三场辩论于10月11日在克莱蒙特的布里吉斯礼堂举行。沃里斯这时自己也承认感到“累得要命”。两人讨论了劳工政策，尼克松详述了一项处理公共罢工的政策，沃里斯之后意识到对方所说的正是一项自己起草的法案时为时已晚。尼克松在辩论结束后走到沃里斯旁边，痛斥对方称呼自己为“尼克松中校”，因为这会投合曾经的普通士兵对军官的反感。

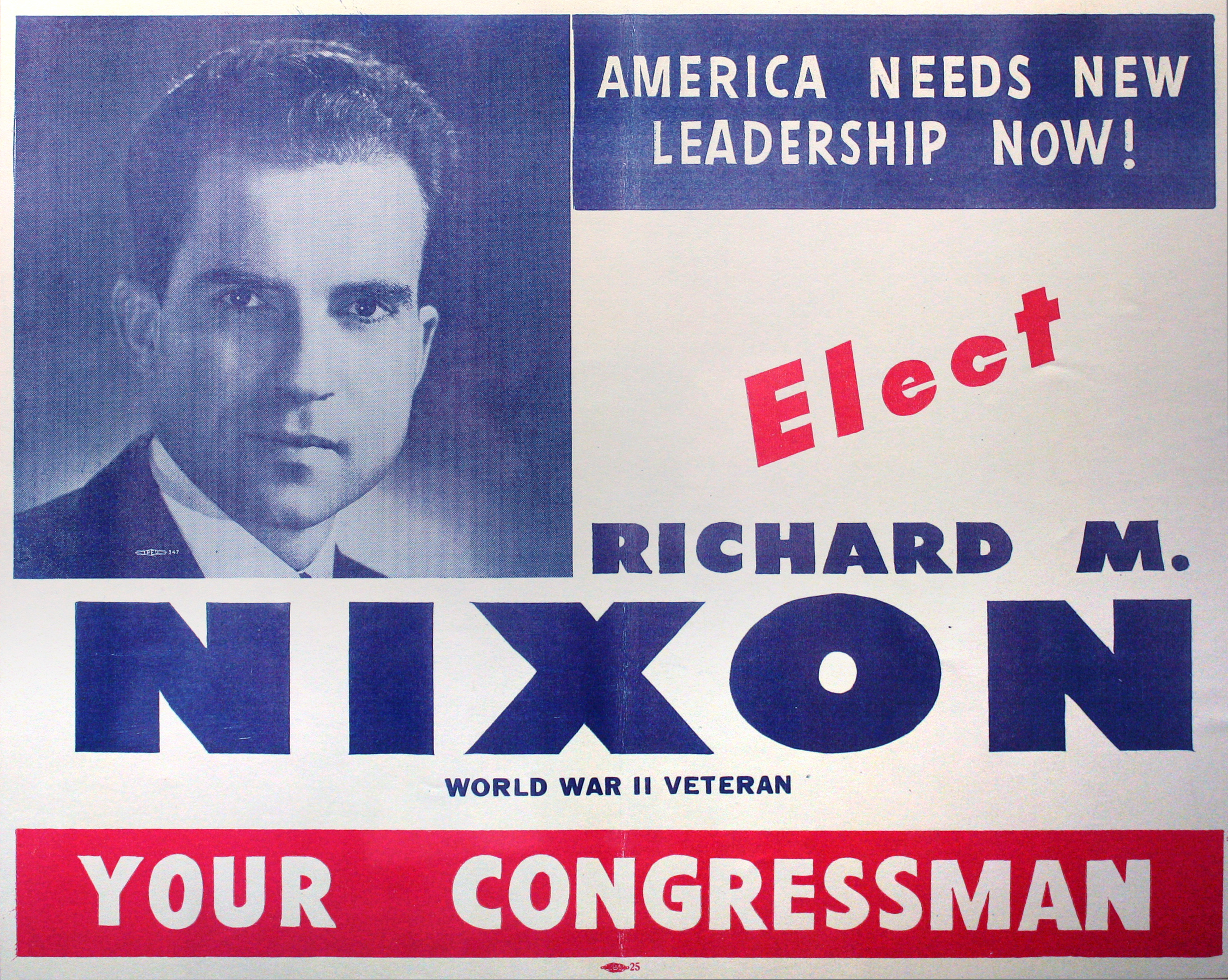
尼克松的竞选传单

双方的第四场辩论于10月23日在蒙罗维亚高中举行，尼克松对沃里斯在国会的工作纪录作出批评，他声称在过去四年中，沃里斯一共只在国会通过了一项成为法律的法案，而这项法案的作用不过是把饲养兔子的管辖权从美国内政部转交给美国农业部。尼克松指责道：“这个国会选区的兔子倒的确是得到了有效的代表权。”沃里斯回应称自己曾发起一项旨在雇佣伤残人士的法案，但尼克松反驳称该法案并不是法律，而只是一项参众两院的联合决议案。尼克松又提起了他有关沃里斯和政治行动委员会的指控，沃里斯则反驳称自己已经推翻了全国公民政治行动委员会的支持。尼克松又开始评论沃里斯在国会的投票纪录，称“无论他是不是想要，（这些纪录）都给他赢得了这一支持”。他还坚称沃里斯在国会的46次投票中几乎完全是遵照产业工会联合会的政治行动委员会议程。心烦意乱的沃里斯当晚一直熬到凌晨4点，对尼克松所说的这些投票加以核对和研究，最后的结论是一共只有27次投票存在疑问，还有许多他都是持与产业工会联合会下的政治行动委员会相反的立场。他还发现这些所谓遵照该组织议程的投票中还有一次是对一个学校的午餐项目加以授权。
两人的最后一场辩论于10月28日在圣盖博的市政礼堂进行，前来观看的人数比礼堂内所能容纳的还要多上千人。沃里斯频频出击，批评尼克松歪曲所谓的“46次投票”来避免真正的辩论和对其自身问题的任何探讨。后者则表示，自己是在为“那些依靠养老金生活，竭力追赶上涨生活成本的人……那些一直都没有涨工资的白领工人”争取，“美国人受够了，他们已经得出结论，自己必须得做点什么。”尼克松在全场雷鸣般的掌声中坐了下来，而《圣盖博太阳报》（San Gabriel Sun）则这样描述沃里斯的反应：“他停顿了一下，重重地喘了几口气，用那双疲惫的眼睛扫过观众，双手紧张地调整了一下眼镜，然后用一只手掌撑在讲台上。”

### 普选前的最后几天

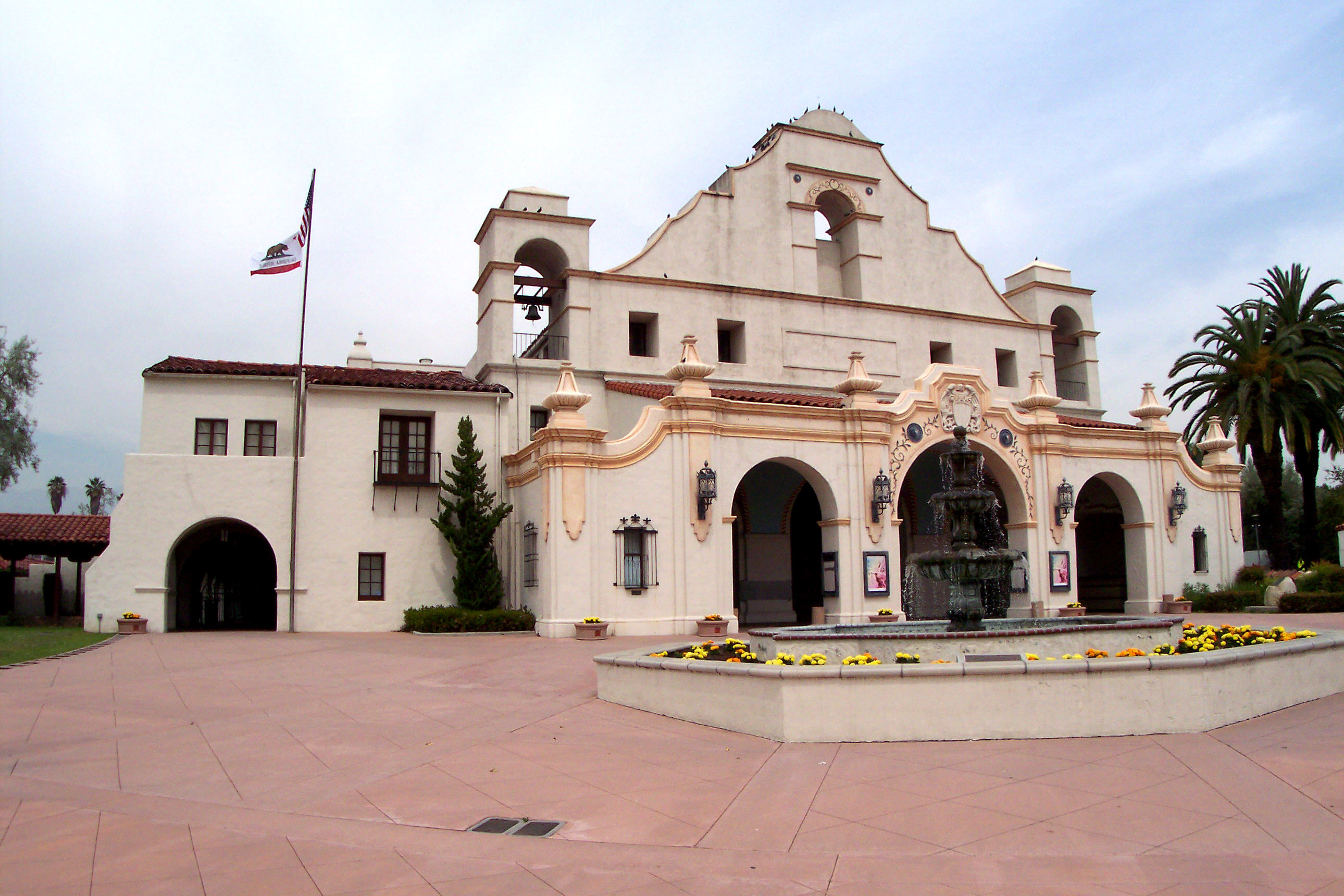
尼克松与沃里斯的第五场辩论在圣盖博市政礼堂举行。

10月中旬，尼克松的竞选团队公布了一份预示他将在四年后竞选联邦参议员的广告。其中首先表示尼克松在南帕萨迪纳的辩论上用“一份他受到共产党主控政治行动委员会支持的影印本”对沃里斯发出质问，之后还称：“除了沃里斯以外，与这个政治行动委员会一个鼻孔出气的极端左翼分子还包括海伦·嘉哈根·道格拉斯、维托·马尔坎托尼奥……”10月29日，《阿罕布拉倡导者邮报》（Alhambra Post-Advocate）和《蒙罗维亚新闻邮报》（Monrovia News-Post）都印出了同一篇题为《杰里和维托都怎么投票》的文章，其中将这位加利福尼亚州联邦众议员的投票纪录与纽约州左翼联邦众议员马尔坎托尼奥相比较。到了1950年的联邦参议员选举中，尼克松的竞选团队故技重演，又将民主党候选人，女演员海伦·嘉哈根·道格拉斯和马尔坎托尼奥的投票纪录作比较，并且文章还是印在粉红色的纸张上，之后被称为“粉红传单”。
尼克松的竞选团队继续在报纸上刊登有关政治行动委员会问题的广告。一份广告中提出莫斯科电台与这场选举有关联。其他广告则在沃里斯一度登记为社会主义者的问题上做文章，声称他的国会纪录“比民主党还要偏向社会主义和共产主义”。民主党人则请来包括詹姆斯·罗斯福在内的多位知名民主党人来选区为沃里斯作宣传。尼克松于是提议请自己战时结识的前明尼苏达州州长哈罗德·史塔生来为自己宣传，但加利福尼亚州共和党委员会没有同意这一要求。沃里斯公布了一封共和党州长厄尔·沃伦写给自己的信，其中称赞了他提议的伤残保险法案。尼克松的支持者要求沃伦也写信赞扬共和党候选人，或者至少收回给沃里斯的信。州长拒绝了，他表示沃里斯对自己的赞美当之无愧，而尼克松并不会得到他的支持。这导致尼克松和沃伦之后关系一直较为紧张，并且一直持续到沃伦在尼克松宣布辞职前不久去世。
竞选期间没有进行过任何的民意调查。选举日当晚，沃里斯起初获得领先，但很快被对手超越，并且差距不断扩大。最终尼克松以超过15000张选票的优势击败沃里斯。在全区内的22个市镇中，共和党一共赢得了19个，其中还包括沃里斯的家乡圣迪马斯。沃里斯只赢得了艾尔蒙地、蒙特利公园和鲍德温公园三个民主党重镇。11月中旬发行的一期《时代》杂志上称赞未来将成为总统的尼克松“礼貌地避免了向他的对手展开人身攻击”。

## 余波和分析

### 候选人
选举次日，沃里斯发表了一份认输声明，其中祝愿尼克松在新的岗位上一切安好并表示：
我已经用自己生命中的黄金时代来在国会中为这个选区服务。根据人民的意愿，这份工作已经结束了。我对自己的经历没有遗憾。我知道自己所坚持过的原则和争取过的措施是正确的。我也知道这些至少总体来说对于我们国家将来的安全和福祉至关重要。我知道这一天终将来到，那时会有比这个11月5号更多的人认识到这一点。
前联邦众议员霍培尔在这场选举中只获得了刚刚超过1%的普选票，他在选举结束后给尼克松写信表示自己从没期望过要赢，而是一心要“暴露这个必有异心的、反美的、政治行动委员会的、赤色分子的民主党在任议员的国会纪录”。虽然心存芥蒂，但沃里斯还是在1946年12月上旬给尼克松写了封信祝贺对方当选。两人在沃里斯的办公室进行了一个小时的会面，据沃里斯表示，等到分开时，他们已经成为朋友。1971年，沃里斯表示两人自那以后再也没有过交谈。12月31日，沃里斯给自己的父亲写了封信，这也是他身为国会议员所写的最后一封信。他的父亲是他整个国会生涯期间的政治顾问，他写道：“一直以来，您的帮助、信心和建议……让我一直有一种感觉，您的手就放在我的肩膀上。谢谢……上帝保佑您。”
沃里斯再也没有竞选公职，他于1946年选举中落败后在合作社运动中担任了20年的高管。霍培尔继续出版面向退伍军人的杂志《国防》（National Defense）并担任主编直到1960年退休，他于1976年在亚凯迪亚去世，终年95岁。尼克松担任了两任众议员，于1950年当选联邦参议员，1952年当选副总统，并最终于1969年成功入主白宫。

### 历史问题

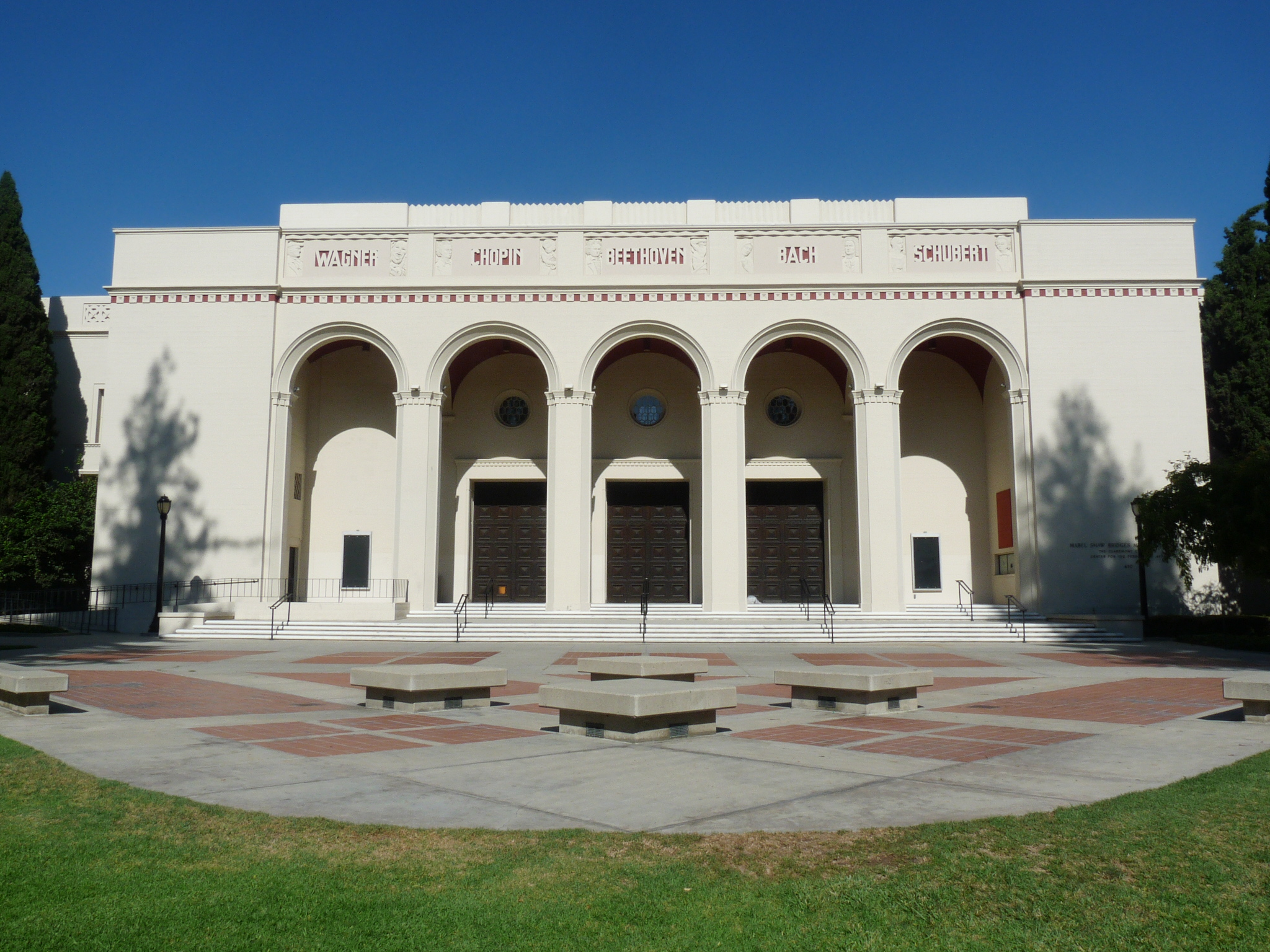
尼克松和沃里斯的第三场辩论在克莱蒙特波莫那学院的布里吉斯礼堂举行

1946年的第十二国会选区选举当时没有引起广泛关注，但随着尼克松的名气增大，这场选举也引来了更多的注意。尼克松的传记作者赫伯特·帕默特（Herbert Parmet）指出：“如果不是因为受到尼克松之后声誉的影响，加利福尼亚州第十二国会选区所发生的事情就和全国各地为第80届联邦国会进行的其他选举没有什么区别。”尼克松的另一位传记作者乔纳森·艾特肯认为，之后之所以会对这场选举进行审查是因为沃里斯这样一个“自由主义符号的意外倒塌”，并且民主党“对这位赢得席位的共和党新英雄得以异军突起心存遗憾”。
尼克松的这场胜利被认为是他在政治崛起过程中通过指责对手和共产党有关联而得以胜出的第一个典型例子，他在之后的多次选举中都使用了类似的手段。尼克松在1978年的回忆录中表示，1946年选举的核心问题就是“战后美国的生活质量”，他能取胜就是因为选民们“受够了，他们已经得出结论，自己必须得做点什么”。而沃里斯则在1947年的回忆录中表明：“1946年选举中最重要的因素就是公众对‘外人’和‘自己人’态度上的区别。任何人想要让一位在任（官员）下台的话，只需要把所有不如意的事情和所有战争期间及之后所出现的麻烦指出来就可以了。”
多年过去后，沃里斯对自己这场失败的原因有了更多的说法。1958年，沃里斯声称一些选民有接到指控自己是共产党员的匿名电话，而报纸上还称他虽已不是国会成员，但仍会对其保持关注，但一旦面对尼克松的怒火，他就只会“按兵不动”。1962年11月，尼克松参选加利福尼亚州州长落败后，沃里斯出现在霍华德·K·史密斯主持的一栏美国广播公司新闻评论节目上，题为《理查德·M·尼克松的政治讣告》（The Political Obituary of Richard M. Nixon）。他抱怨了尼克松在1946年选举中的所做所为，但另一位旨在对尼克松作出负面评价的来宾，前国务院官员阿尔杰·希斯的出现给沃里斯所说的话蒙上了阴影。1972年，沃里斯完成了著作《理查德·米尔豪斯·尼克松的奇怪案例》（The Strange Case of Richard Milhous Nixon），其中表示尼克松是个“相当冷酷无情的对手”，其行事上最“牢不可破的规则”就是“不惜一切代价取胜”。1981年，将在三年后去世的沃里斯在一次采访中否认自己得到了全国公民政治行动委员会的支持。
沃里斯还曾在回忆录中声称，1945年10月，“一位纽约大型金融组织的代表”来到加利福尼亚州与多位有影响力的该州人士见面，对他们让沃里斯这样一个纽约人看来“华盛顿最危险人之一”继续留在国会表示愤怒。而在他回忆录的一份前期草稿中，沃里斯表示自己有文献可以证明，“尼克松的竞选活动是东部大型财团经济利益的产物”。尼克松的传记作者罗杰·莫里斯也认为，尼克松这场竞选的实际花费要比所报道的多得多。据莫里斯所说，百人会代表有钱人的利益，而尼克松则有从“大学俱乐部……企业征税以及反对沃里斯的更大规模力量”中获利。对此尼克松在自己的回忆录中表示：
随着我在政治上得势，对手就试图把我描绘成石油巨头、富有的银行家、地产大亨和保守的百万富翁钦点的跟屁虫。但只要看一眼我早期的支持者名单就会发现，他们都是南加州中产阶段的典型代表：汽车经销商、银行经理、印刷业务员和家具经销商。
尼克松的另一位传记作者欧文·格尔曼（Irwin Gellman）在1999年表示不同意莫里斯的结论。他认为百人会是个“草根”群体，从其努力寻找候选人的过程可以看出这个组织还“远没有成熟起来”。帕默特也认为这次竞选的资金并不那么充足：“尼克松不得不明白，除非他获胜，否则钱都是有限的……1946年尼克松的竞选”“看起来就是段低成本的恋情”。艾特肯则指出，尼克松在竞选期间没有在电台广告上花过钱。
其它的指控以默里·乔蒂纳为目标，将他描绘为一个邪恶的竞选天才。例如沃里斯就在1972年的著作中称自己是“尼克松和乔蒂纳政治成功公式上的第一名受害者”。多位作家，包括《尼克松的敌人》（Nixon's Enemies）一书作者肯尼思·库尔兹（Kenneth Kurz）和海伦·道格拉斯传记《中央舞台》（Center Stage）的作者英格丽·斯科比（Ingrid Scobie）都错误地将乔蒂纳描写成尼克松1946年的竞选经理。这部分是因为乔蒂纳之后多年里不放过任何机会来夸大自己在1946年竞选中起到的作用，让戴和麦考尔深受烦扰。据尼克松的传记作者斯蒂芬·E·安布罗斯称：“无论如何，这个传说都在滋长。在尼克松的批评者眼中，作为候选人的他只不过是乔蒂纳邪恶操纵下的一个挂名负责人。但实际上根本不是这样。”
尼克松和沃里斯的多部传记，或是其他涉及1946年选举的书籍中，都不同程度地确定有竞选最后一星期里打给选区住户的匿名电话存在。电话中会简单地问一句“你知道杰里·沃里斯是个共产党员吗？”然后就挂断。据布洛克所说，尼克松的竞选团队在阿罕布拉经营了一个电话银行。布洛克的消息来源名叫齐塔·莱姆利（Zita Remley），是一位“沃里斯的崇拜者”，她声称自己的侄女就在这个电话银行工作。虽然这位侄女在布洛克的书写出来前就去世了，但布洛克称这位莱姆利所说的话“真实性不容挑战”。

### 竞选
尼克松1946年的大部分时间都在选区内做宣传，努力在家乡惠提尔以外地区提高自己的知名度。1952年尼克松参选副总统时，《马德拉新闻论坛报》（Madera News-Tribune）闸述了其对尼克松打败沃里斯原因的看法：“他按响门铃，在街角和礼堂与人交谈，亲吻婴儿，轻拍老太太的脸颊，无论何时何地，只要有两个人愿意停下来倾听，他们就会了解他。他与报纸和电台成为朋友，他用意气相投和可爱的方式走出了自己的路。”布洛克表示，无论使用何种战术，尼克松都很可能会击败在任众议员，因为自1931年以来，一股全国性的共和党执政浪潮首度席卷了联邦众议院。
从初选开始，尼克松的竞选团队就做出了决定性的努力拉拢选区内的报纸。他们主要选择小型报纸，特别是免费分发的小型周报，因为他们通过调查发现，这些报纸读者众多而且受到信赖。加利福尼亚州的麦金泰尔·法瑞斯（McIntyre Faries）是尼克松的支持者，也是共和党全国委员会成员，他代表尼克松的竞选团队安排购买了报纸上的广告，条件是该报根据其指示的方向来发表一篇社论，当时的大部分报纸都会这么做，社论方向可以是任何事情，如共和党的展望等。这些努力获得了回报，选区内的30家报纸有多达26家对尼克松表示支持。据莫里斯所说，报纸上几乎没有对沃里斯的宣传报道，仅有的也只不过是一些付费的小广告。报社老板向沃里斯的竞选团队称，由于战后纸张短缺，所以版面只能为固定客户保留。
布洛克形容沃里斯的竞选就像“传统的那样业余”，没有很好地发挥作用，对尼克松带来的威胁反应也很缓慢，而且一直处于被动状态。1971年，沃里斯在一篇有关这场选举25周年的文章中坦承，自己从来没有过一个有规模的竞选组织，而在1946年时，他的竞选团队非常需要有这样的组织性。《洛杉矶时报》在文章中形容沃里斯的竞选“人员不足，资金不足，势单力薄，缺乏策略，他显然在当时的大部分议题上都搞错了方向”。他的一个在媒体上宣传自己的途径就是他的报纸专栏“人民商务”（People's Business），当地大部分报纸当时都会刊登这个专栏。1946年7月，沃里斯选择暂停此专栏，以免被他人认为自己在用此做为宣传手段。格尔曼认为此举进一步削弱了沃里斯的政治宣传力度。
格尔曼认为，沃里斯的一个重大失误就是决定与尼克松辩论，因为这把挑战者的资历提升到了与他同等的级别。莫里斯则形容这一决定“过于自大”。尼克松之后表示：“1946年，一个叫杰里·沃里斯，愚蠢得无可救药的在任众议员选择和一个年轻的无名律师辩论，于是他输掉了那场选举”。尼克松是在1960年的一次竞选团体会议上说这番话的，他于几周前同意与民主党对手，联邦参议员约翰·F·肯尼迪辩论，但在这次会议上他表示自己反对这么做。格尔曼还逐项列出了沃里斯犯的其他错误：“他从未建立一个有用的民主党组织，而是依靠自己的父亲和朋友来估计选民可能的喜好。当意识到尼克松的威胁后仍然没有投入竞选，而是留在首都，让尼克松得以与出版商、记者，以及那些希望与自己国会代表进行第一手接触的选民打成一片。即使是在沃里斯回到选区后，他也犯下了一个又一个的错误。”
安布罗斯对1946年的这场选举作出了这样的总结：
对于惠提尔和第十二选区来说，尼克松的第一场竞选产生了第一批憎恨他和支持他的人。这是他自己的竞选风格造成的，他爱好剑走偏锋而非注重基本问题。之后随着时间的推移，他的支持者和反对者都越来越多，直到全国上下的所有人都要么支持他，要么反对他。

## 结果

### 1946年11月5日的普选
|      | 共和党           | 理查德·尼克松       | 65,586  | 56.02 |
|      | 民主党           | 杰里·沃里斯（在任） | 49,994  | 42.70 |
|      | 禁酒党           | 约翰·霍培尔         | 1,476   | 1.26  |
| 合计 | 合计             | 合计                | 117,069 | 100.0 |
|      | 共和党击败民主党 |                     |         |       |

### 1946年6月4日，党内初选
括弧内的部分为候选人的家乡或其它相关信息。

#### 民主党
| 1946年加利福尼亚州第十二国会选区民主党初选 | 1946年加利福尼亚州第十二国会选区民主党初选 | 1946年加利福尼亚州第十二国会选区民主党初选 | 1946年加利福尼亚州第十二国会选区民主党初选 | 1946年加利福尼亚州第十二国会选区民主党初选 |
| 候选人                                     | 候选人                                     | 得票数                                     | 百分比                                     |                                            |
| ------------------------------------------ | ------------------------------------------ | ------------------------------------------ | ------------------------------------------ | ------------------------------------------ |
| 杰里·沃里斯（在任，圣迪马斯）              | 杰里·沃里斯（在任，圣迪马斯）              | 25,048                                     | 79.96%                                     |                                            |
| 理查德·尼克松（惠提尔）                    | 理查德·尼克松（惠提尔）                    | 5,077                                      | 16.21%                                     |                                            |
| 威廉·肯纳特（蒙特利公园）                  | 威廉·肯纳特（蒙特利公园）                  | 1,200                                      | 3.83%                                      |                                            |
| 得票总数                                   | 得票总数                                   | 31,325                                     | 100.00%                                    |                                            |

#### 共和党
| 1946年加利福尼亚州第十二国会选区共和党初选 | 1946年加利福尼亚州第十二国会选区共和党初选 | 1946年加利福尼亚州第十二国会选区共和党初选 | 1946年加利福尼亚州第十二国会选区共和党初选 | 1946年加利福尼亚州第十二国会选区共和党初选 |
| 候选人                                     | 候选人                                     | 得票数                                     | 百分比                                     |                                            |
| ------------------------------------------ | ------------------------------------------ | ------------------------------------------ | ------------------------------------------ | ------------------------------------------ |
| 理查德·尼克松                              | 理查德·尼克松                              | 24,397                                     | 64.09%                                     |                                            |
| 杰里·沃里斯                                | 杰里·沃里斯                                | 12,125                                     | 31.85%                                     |                                            |
| 威廉·肯内特                                | 威廉·肯内特                                | 1,532                                      | 4.02%                                      |                                            |
| 得票总数                                   | 得票总数                                   | 38,064                                     | 100.00%                                    |                                            |

#### 禁酒党
| 1946年加利福尼亚州第十二国会选区禁酒党初选 | 1946年加利福尼亚州第十二国会选区禁酒党初选 | 1946年加利福尼亚州第十二国会选区禁酒党初选 | 1946年加利福尼亚州第十二国会选区禁酒党初选 | 1946年加利福尼亚州第十二国会选区禁酒党初选 |
| 候选人                                     | 候选人                                     | 得票数                                     | 百分比                                     |                                            |
| ------------------------------------------ | ------------------------------------------ | ------------------------------------------ | ------------------------------------------ | ------------------------------------------ |
| 约翰·霍培尔（阿罕布拉）                    | 约翰·霍培尔（阿罕布拉）                    | 139                                        | 60.43%                                     |                                            |
| 杰里·沃里斯（选民把名字写到选票上）        | 杰里·沃里斯（选民把名字写到选票上）        | 91                                         | 39.57%                                     |                                            |
| 得票总数                                   | 得票总数                                   | 230                                        | 100.00%                                    |                                            |

### 脚注
1. 1 2  Morris 1990，第286頁.
2. 1 2  Parmet 1990，第92–93頁.
3. 1 2  Nixon 1978，第41頁.
4. ↑  Morris 1990，第258–259頁.
5. 1 2  Mazo 1959，第43頁.
6. 1 2  Morris 1990，第287頁.
7. 1 2 3  Gellman 1999，第27–28頁.
8. ↑  Bullock 1978，第148頁.
9. ↑  Fowler & 1984-09-12.
10. 1 2 3 4  Parmet 1990，第91–92頁.
11. ↑  Alhambra Tribune and News & 1945-10-18.
12. 1 2  Morris 1990，第273頁.
13. ↑  Monrovia News Post & 1945-10-06.
14. ↑  Voorhis & 1945-10-15.
15. ↑  Morris 1990，第276頁.
16. ↑  Morris 1990，第280–281頁.
17. ↑  Morris 1990，第282頁.
18. ↑  Mazo 1959，第44頁.
19. 1 2 3  Time & 1946-11-18.
20. ↑  Bullock 1978，第243–244頁.
21. ↑  Gellman 1999，第40頁.
22. ↑  Morris 1990，第285頁.
23. ↑  Voorhis 1947，第332頁.
24. 1 2  Gellman 1999，第43–44頁.
25. ↑  Gellman 1999，第47頁.
26. ↑  Bullock 1978，第116頁.
27. 1 2  Morris 1990，第291頁.
28. ↑  Voorhis & 1946-03-27.
29. ↑  MeasuringWorth.
30. ↑  Gellman 1999，第45頁.
31. ↑  Morris 1990，第291–292頁.
32. ↑  Lydon & 1974-01-31.
33. 1 2  Morris 1990，第293–294頁.
34. ↑  Bochin 1990，第15頁.
35. ↑  Gellman 1999，第52頁.
36. ↑  Morris 1990，第294頁.
37. ↑  Mazo 1959，第45頁.
38. 1 2 3 4  Jordan 1946，第17頁.
39. 1 2 3 4 5  Morris 1990，第315–316頁.
40. ↑  Morris 1990，第304–305頁.
41. ↑  Gellman 1999，第67頁.
42. ↑  Morris，第305頁.
43. ↑  Voorhis 1947，第333頁.
44. ↑  Gellman 1999，第69頁.
45. 1 2 3 4 5 6 7  Morris 1990，第318–319頁.
46. 1 2 3 4  Bullock 1978，第260–262頁.
47. 1 2 3 4 5  Morris 1990，第320–321頁.
48. ↑  Morris，第314頁.
49. 1 2 3  Bochin 1990，第18頁.
50. 1 2 3  Morris 1990，第327頁.
51. 1 2  Gellman 1999，第78頁.
52. ↑  Ambrose 1988，第134頁.
53. 1 2 3  Gellman 1999，第79頁.
54. ↑  Gellman 1999，第80–81頁.
55. 1 2 3  Morris 1990，第331頁.
56. ↑  Morris 1990，第325頁.
57. ↑  Gellman 1999，第75頁.
58. 1 2  Gellman 1999，第75–77頁.
59. ↑  Nixon 1978，第40頁.
60. ↑  Voorhis 1947，第346–347頁.
61. ↑  Gellman 1999，第82–83頁.
62. ↑  Gellman 1999，第84頁.
63. 1 2 3  Seelye & 1971-07-21.
64. ↑  Gellman，第84頁.
65. ↑  Bioguide, Voorhis.
66. ↑  Bioguide, Hoeppel.
67. ↑  The Los Angeles Times & 1976-09-22.
68. ↑  Bioguide, Nixon.
69. 1 2 3  Aitken 1993，第130頁.
70. ↑  Parmet 1990，第97頁.
71. ↑  Voorhis 1972，第23頁.
72. 1 2  Nixon 1978，第42頁.
73. 1 2  Voorhis 1947，第334頁.
74. 1 2  Gellman 1999，第85頁.
75. ↑  Ambrose 1988，第673頁.
76. 1 2  Voorhis 1972，第9頁.
77. 1 2 3  Morris 1990，第336頁.
78. ↑  Morris 1990，第337頁.
79. ↑  Morris 1990，第335頁.
80. 1 2 3  Gellman 1999，第87頁.
81. ↑  Parmet 1990，第102頁.
82. ↑  Kurz 1998，第49頁.
83. ↑  Scobie 1992，第245頁.
84. ↑  Ambrose 1988，第125頁.
85. ↑  Morris 1990，第332頁.
86. 1 2 3  Bullock 1978，第277頁.
87. ↑  Ambrose 1988，第122頁.
88. 1 2  Gellman 1999，第452頁.
89. ↑  Bullock 1978，第278頁.
90. 1 2  Morris 1990，第296頁.
91. ↑  Aitken 1993，第125頁.
92. ↑  Morris 1990，第297頁.
93. ↑  Bullock 1978，第268頁.
94. 1 2  Gellman 1999，第88頁.
95. ↑  Morris 1990，第322頁.
96. ↑  Gellman 1999，第68頁.
97. ↑  harvnb & Morris 1990，第335–36頁.
98. ↑  Halberstam 1979，第328–29頁.
99. ↑  Ambrose 1988，第140頁.
100. ↑  Graf 1947，第3頁.

### 文献
书籍
- Aitken, Jonathan. . Regnery Publishing. 1993. ISBN 978-0-89526-489-3.
- Ambrose, Stephen. . Simon and Schuster. 1988. ISBN 978-0-671-65722-2.
- Bochin, Hal. . Greenwood Publishing Group. 1990. ISBN 978-0-313-26108-4.
- Bullock, Paul. . Vantage Press. 1978  [2013-12-10]. ISBN 978-0-533-03120-7.
- Douglas, Helen Gahagan. . Garden City, N.Y.: Doubleday. 1982. ISBN 978-0-385-11045-7. OCLC 7796719.
- Gellman, Irwin. . The Free Press. 1999  [2013-12-10]. ISBN 978-1-4165-7255-8.
- Halberstam, David. . Alfred A. Knopf. 1979. ISBN 978-0-252-06941-3.
- Kurz, Kenneth. . Lowell House. 1998: 49. ISBN 978-0-7373-0000-0.
- Mazo, Earl. . New York, NY: Harper & Brothers Publishers. 1959.
- Morris, Roger. . Henry Holt and Company. 1990  [2013-12-10]. ISBN 978-0-8050-1834-9.
- Nixon, Richard. . New York, NY: Grosset and Dunlop. 1978. ISBN 978-0-671-70741-5.
- Parmet, Herbert. . Konecky & Konecky. 1990. ISBN 978-1-56852-082-7.
- Scobie, Ingrid. . Oxford University Press. 1992. ISBN 978-0-19-506896-2.
- Voorhis, Jerry. . The Country Life Press. 1947.
- Voorhis, Jerry. . Popular Library. 1972  [2013-12-10]. ISBN 978-0-8397-7917-9.

其他来源
- . Alhambra Tribune and News. 1945-10-18: 8.
- . Biographical Directory of the United States Congress. United States Congress.   [2013-12-10]. （原始内容存档于2012-10-21）.
- . Biographical Directory of the United States Congress. United States Congress.   [2013-12-10]. （原始内容存档于2012-11-02）.
- . Biographical Directory of the United States Congress. United States Congress.   [2013-12-10]. （原始内容存档于2012-10-26）.
- Graf, William.  (PDF). United States Government Printing Office: 3. 1947  [2013-12-10]. （原始内容存档 (PDF)于2013-05-10）.
- Fowler, Glenn. . The New York Times. 1984-09-12  [2013-12-10]. （原始内容存档于2012-04-18）.
- Jordan, Frank. . California State Printing Office. 1946.
- . The Los Angeles Times. 1976-09-22  [2013-12-10]. （原始内容存档于2013-02-01）.
- Lydon, Christopher. . The New York Times. 1974-01-31  [2013-12-10]. （原始内容存档于2012-10-22）.
- . MeasuringWorth.   [2013-12-10]. （原始内容存档于2011-08-23）. (Consumer bundle)
- . Monrovia News Post. 1945-10-06: 1.
- Seelye, Howard.  (PDF). The Los Angeles Times. 1971-07-21  [2009-07-21]. （原始内容存档 (PDF)于2012-01-11）.
- . Time. 1946-11-18  [2013-12-10]. （原始内容存档于2013-12-07）.
- Voorhis, Jerry. . 1945-10-15.
- Voorhis, Jerry. . 1946-03-27.